# 田中優大
田中 優大（たなか ゆうだい、1999年9月14日 - ）は、山形県鶴岡市出身の元プロ野球選手（投手）。右投右打。プロでは育成選手であった。

## 経歴

### プロ入り前
羽黒高等学校に入学当初は外野手であったが、身体能力を買われ2年春から投手に転向した。3年春から背番号1を背負い東北大会ベスト8、夏は山形県大会ベスト8。甲子園への出場経験はなし。
2017年に読売ジャイアンツの入団テストに合格し、10月26日に行われたドラフト会議において育成ドラフト4位で指名され、支度金200万円、年俸250万円（金額は推定）で入団した。

### 巨人時代
2018年は二軍公式戦（イースタン・リーグ）1試合に登板。また三軍戦は25試合に登板して1勝1敗1セーブ、防御率2.60という成績だった。
2019年はイースタン・リーグ7試合に登板して勝ち負けなし、防御率1.00という成績だった。また三軍戦は29試合に登板して0勝4敗2セーブ、防御率3.06という成績だった。
2020年はイースタン・リーグで自己最多の12試合に登板し、0勝1敗、防御率5.79という成績だった。また三軍戦は19試合に登板して1勝2敗1セーブ、防御率4.83という成績だった。シーズン終了後の11月30日に育成選手の規約に基づき一旦自由契約公示されたが、12月8日に育成選手として再契約した。
2021年はイースタン・リーグ3試合に登板して勝ち負けなし、防御率6.00という成績だった。また三軍戦は17試合に登板して1勝2敗1セーブ、防御率6.75という成績だった。10月4日に再び戦力外通告を受けた。

### 現役引退後
現役引退後は地元の山形県で祖父が営む塗装会社に勤務する傍ら、2022年の12球団合同トライアウト受験を目指していると報じられたが、同年及び2023年の合同トライアウトには参加していない。

## 選手としての特徴・人物
右のサイドハンドから繰り出される最速150km/hの速球が特徴。
グラブに出身地の地名である「温海」と刺しゅうがある。

## 詳細情報

### 年度別投手成績
- 一軍公式戦出場なし

### 背番号
- 019（2018年 - 2021年）